# Reformierte Kirche Wilchingen

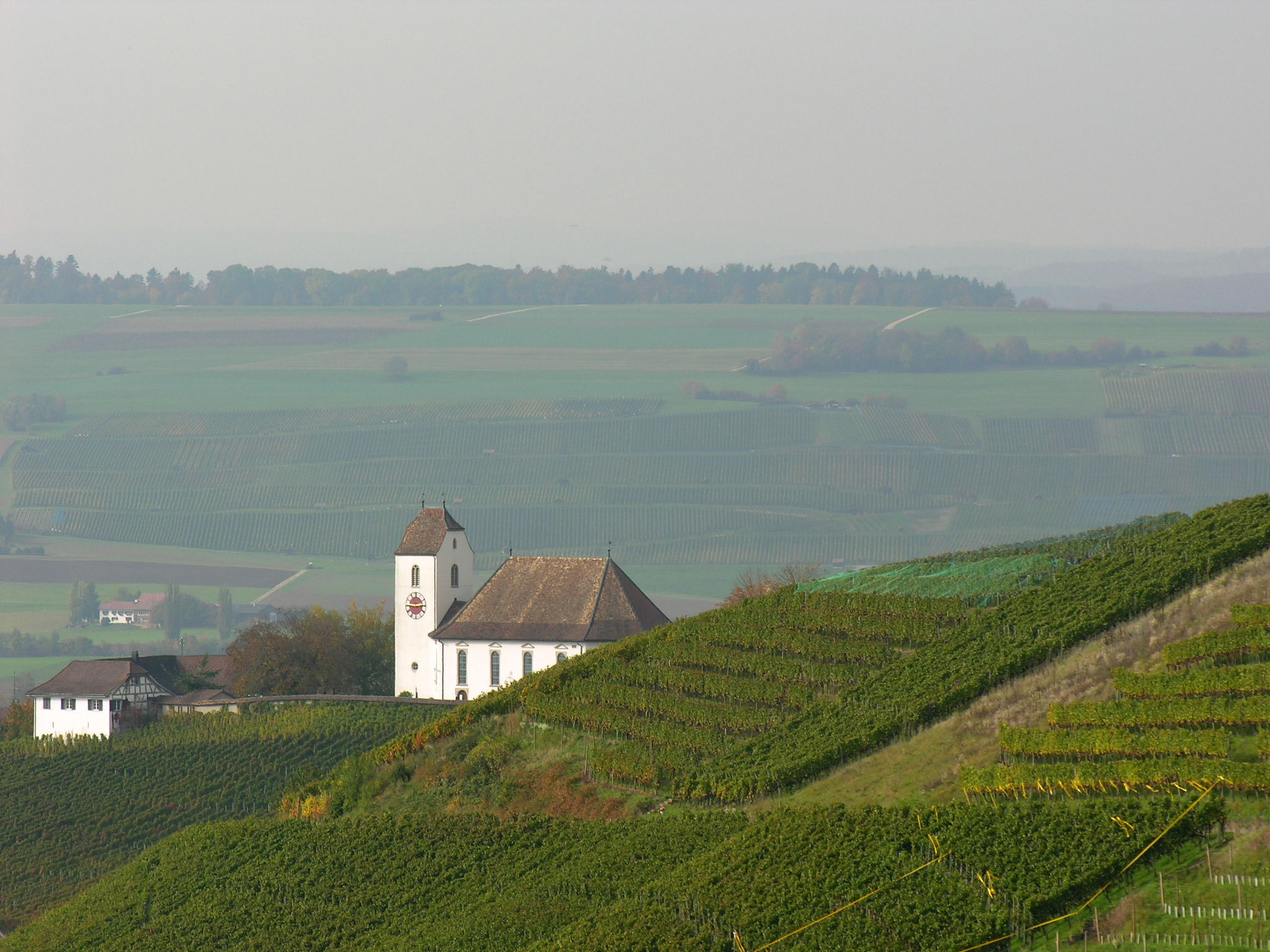
Kirche Wilchingen

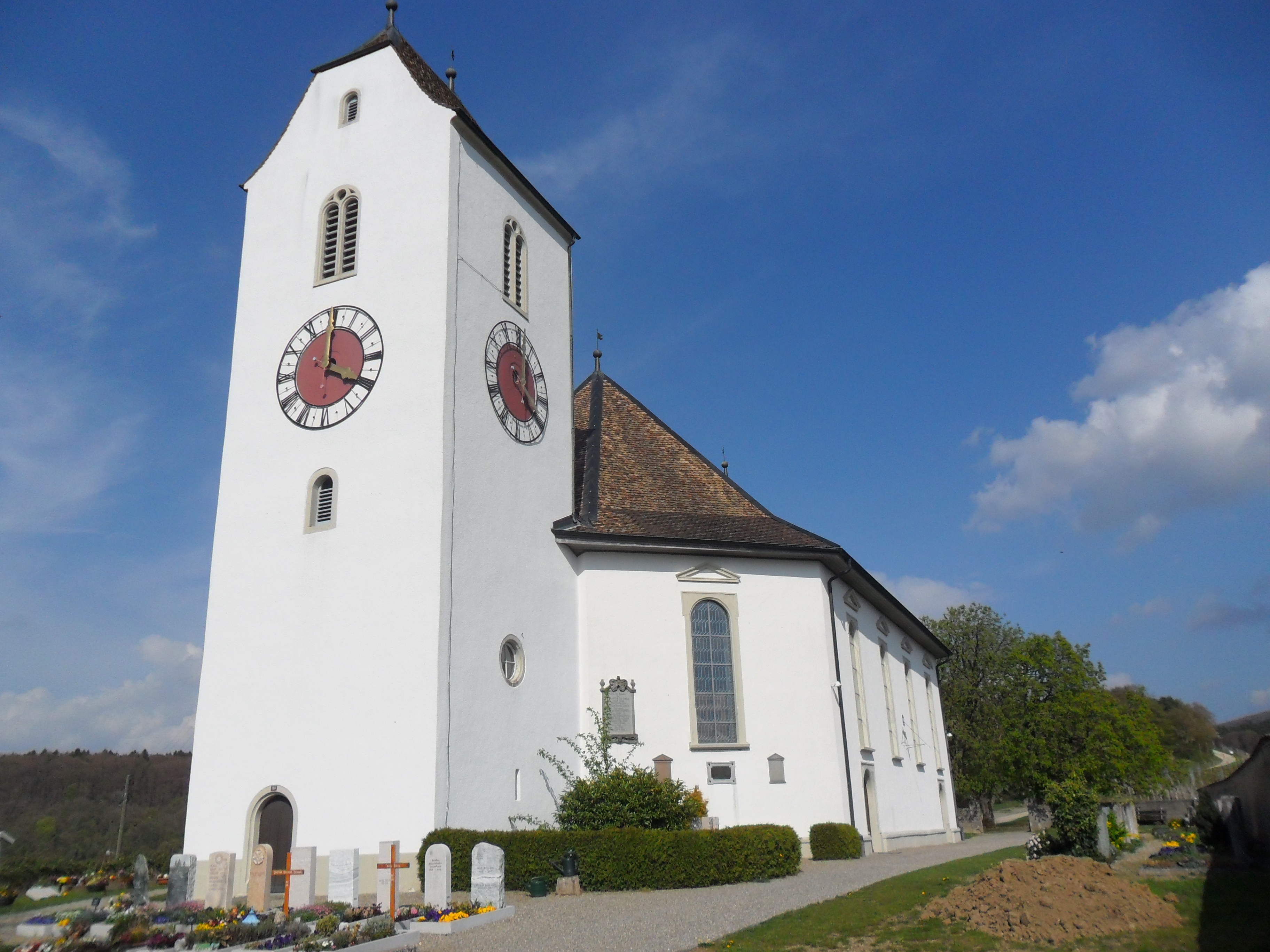
Blick von Westen auf die Kirche

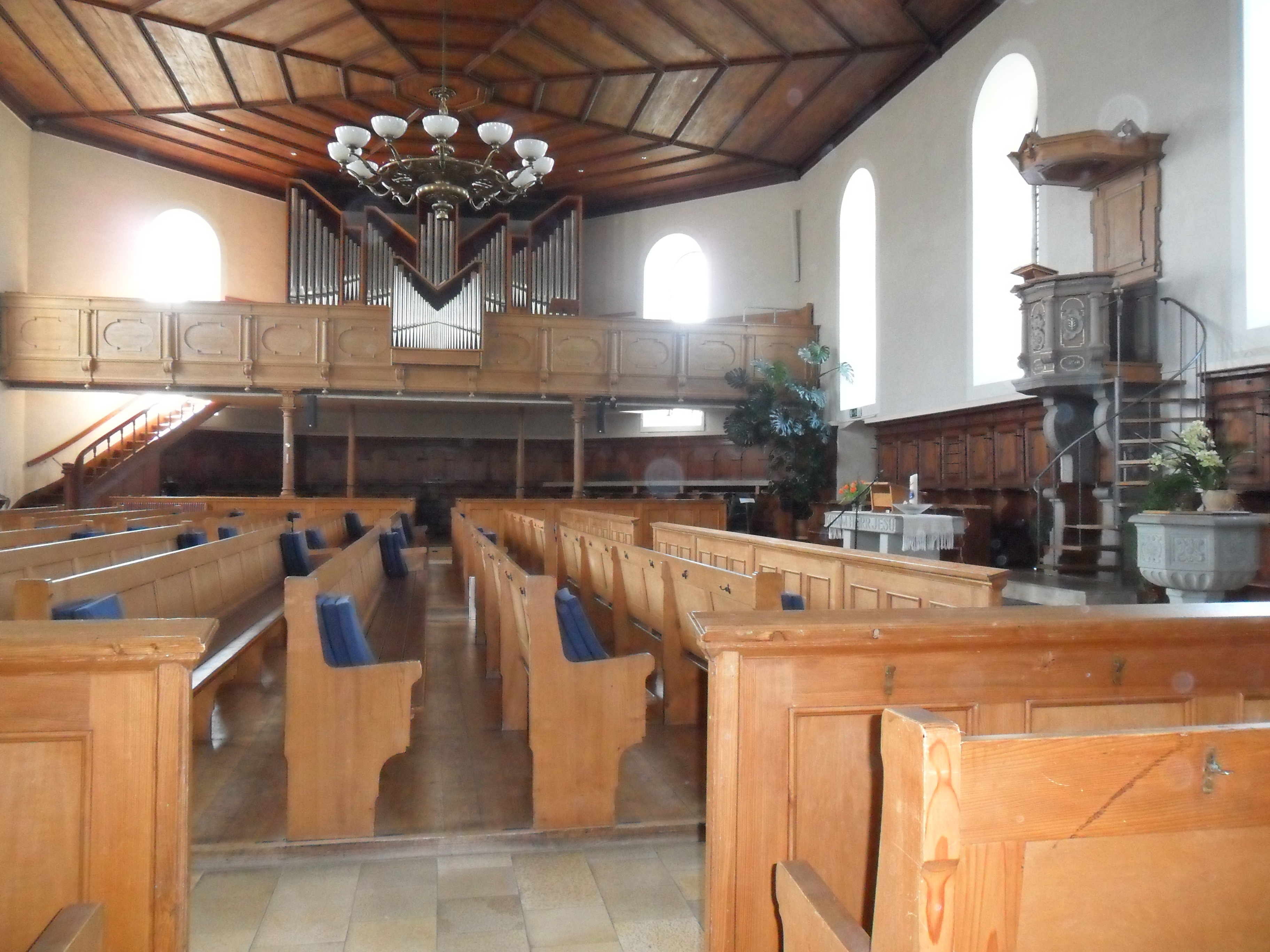
Blick von der Ostseite des Kirchenschiffs zur Westseite. Deutlich erkennbar die Kanzel auf der Längsseite des Kirchenschiff. Hier: der Nordseite.

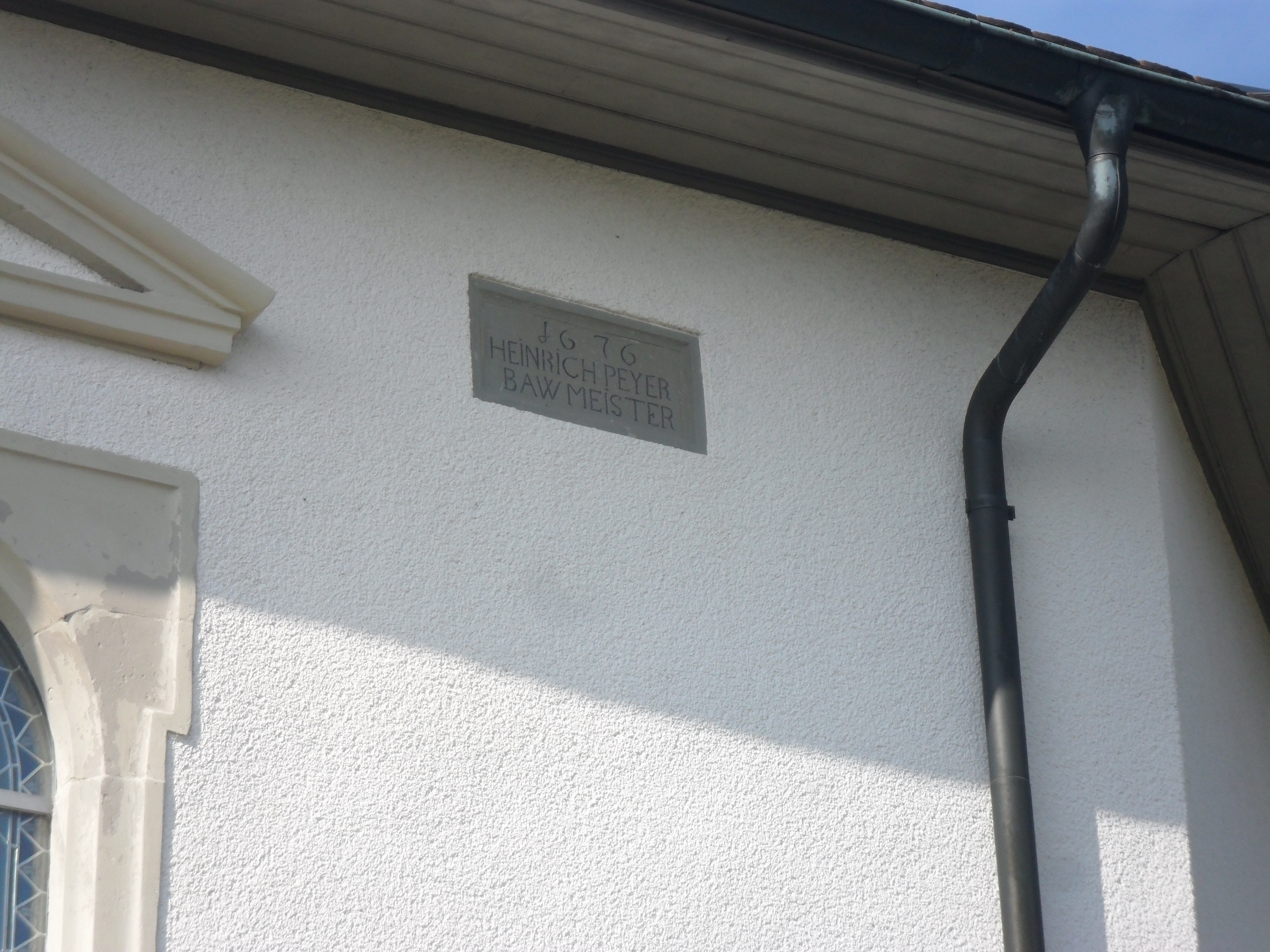
Auf der südlichen Seite ist dem Baumeister Heinrich Peyer eine Widmung in die Fassade eingesetzt worden.

Die reformierte Kirche Wilchingen ist eine frühe barocke Querkirche in Wilchingen im schweizerischen Kanton Schaffhausen.

## Geschichte
Die heutige Kirche Sankt Othmar ist Teil einer mittelalterlichen Wehranlage. Stücke der alten Wehrmauer sind noch erhalten und bilden die südliche Seite der Friedhofsmauer. Die alten, noch vorhandenen Schiessscharten zeugen von dieser frühen Zeit. Die kleine Kapelle innerhalb dieser Wehranlage wurde 1482 als bereits, vermutlich als seit Jahrhunderten bestehende St. Otmars Kirche, erstmals erwähnt.
1515 durften sich die Wilchinger, nach einem langen Prozess vor dem bischöflichen Gericht in Konstanz, von der bisherigen Pfarrei Erzingen abtrennen und schloss sich wenige Jahre später der Reformation an. Diese Loslösung wurde zum Anlass genommen, sofort mit dem Bau einer einfachen Kirche zu beginnen. Dazu wurde der alte Wehrturm mit seinen 1,70 m dicken Mauern als Kirchturm umgenutzt. Das Kirchenschiff wurde an der Westseite an den Turm gebaut. 1551 wurde der Kirchturm erhöht und 1588 wurde die Kirche nach Norden hin erweitert. Bei dem Erdbeben am 8. Dezember 1674 entstanden Risse im Gemäuer und die Wilchinger baten die Obrigkeit um die Erlaubnis zum Bau einer neuen, der heutigen Kirche. Bereits während dieser Planungsphase im Jahr 1675 nahmen die Wilchinger Kontakt mit dem Architekten Heinrich Peyer auf, der sich daraufhin bereits den späteren Bauplatz ansah und schon Pläne erarbeitete. Dies erklärt, warum die Kirche bereits innerhalb kurzer Frist, nach der Grundsteinlegung am 15. März 1676, fertiggestellt werden konnte.
Im Frühling 1676 wurde dann die baufällige Kirche mit Ausnahme des Turms eingerissen. Nach den Plänen von Heinrich Peyer wurde daraufhin an der Ostseite des alten Turmes ein neues Kirchengebäude errichtet und am 5. November 1676 eingeweiht. Die Baukosten beliefen sich auf etwa 4200 Gulden. Diese Kosten wurden zwischen Trasadingen (1055) und Wilchingen (3166) aufgeteilt. Dazu gab es einen Zuschuss von 93 Gulden, der vom Bischof von Konstanz und vom Abt von Rheinau gespendet wurde.

## Beschreibung
Die Kirche erhebt sich auf einem Hügel hoch über dem Klettgau. Das Kirchenschiff schliesst westlich an den mittelalterlichen mit Turm mit seinem ungewöhnlichen Krüppelwalmdach an. Der Grundriss bildet ein Rechteck mit beidseitigem polygonalem Abschluss und einer Dimension von 30 mal 15 Metern. Bei der Kirche handelt es sich um eine der frühesten Querkirchen der Schweiz. Der Bautypus der Querkirche sollte für die folgenden zweihundert Jahre bestimmend sein für die reformierte Sakralarchitektur in der Schweiz.
Die Kirche kann über vier Portale an den Längsachsen betreten werden. Die kunstvolle barocke Kanzel und der Taufstein befinden sich an der nördlichen Längsachse der Kirche. Das Gestühl im mittleren Teil der Kirche ist frontal auf die Kanzel ausgerichtet. In den beiden polygonalen Teilen des Schiffs und den darüber befindlichen Emporen ist das Gestühl jedoch um 180° gewendet. Dadurch ist die Kanzel als zentraler Ort des protestantischen Predigtgottesdienstes von allen Plätzen gut sichtbar. 
Bemerkenswert ist die kunstvoll geschnitzte Holzdecke. Die Leisten bilden zwei grosse Oktogone und zwei kleinere Dreiecke, welche die Oktogone verbinden. So wird der ungewöhnliche Grundriss dieser frühen Querkirche durch die Deckengestaltung aufgenommen und speziell betont.
Die Orgel aus den frühen 1960er Jahren stammt von Orgelbau Kuhn und umfasst 23 Register auf zwei Manualen und Pedal. Sie löste ein 1912 geschaffenes pneumatisches Instrument der gleichen Firma ab.
Die Kirche St. Otmar Wilchingen gehört zur reformierten Kirchgemeinde Wilchingen, diese bildet innerhalb der evangelisch-reformierten Kirche des Kantons Schaffhausen zusammen mit Trasadingen und Osterfingen seit 1997 eine Pastorationsgemeinschaft.